# Hellraiser 6
Hellraiser 6  (titlu original: Hellraiser: Hellseeker) este un film de groază american din 2002 regizat de Rick Bota. Este al șaselea film din seria Hellraiser a lui Clive Barker. În rolurile principale joacă actorii Doug Bradley, Dean Winters, Michael Rogers și Ashley Laurence.

## Prezentare
Kirsty Cotten a crescut și s-a căsătorit cu Trevor Gooden. Amintirile ei despre evenimentele care au avut loc în casa părinților și în instituția de boli mentale s-au estompat, dar ea a rămas traumatizată. Într-o zi fatidică, cei doi au un accident de mașină în care Kirsty moare. În continuare, Trevor se trezește într-o lume ciudată plină de femei frumoase, de lăcomie și crime, ajungând să creadă că a ajuns în iad. El urmează indiciile care îl duc la Pinhead.

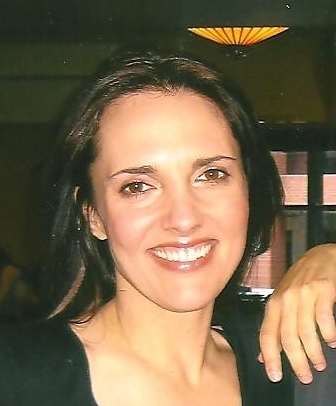
Ashley Laurence

## Distribuție
- Doug Bradley - Pinhead / Merchant (as Charles Stead)
- Ashley Laurence - Kirsty Cotton-Gooden
- Dean Winters - Trevor Gooden
- William S. Taylor - Detectiv Mike Lange
- Michael Rogers - Detectiv Givens
- Rachel Hayward - Dr. Allison Dormer
- Trevor White - Bret
- Sarah-Jane Redmond - Gwen Stevens
- Jody Thompson - Tawny
- Kaaren de Zilva - Sage
- Dale Wilson - Chief Surgeon / Surgeon Cenobite
- Ken Camroux - Dr. Ambrose
- Brenda McDonald - Angular Nurse

## Primire
Filmul a avut recenzii împărțite, dar spectatorii au lăudat filmul pentru reîntoarcerea actriței Ashley Laurence în rolul Kirsty Cotton. Fanii au caracterizat filmul Hellseeker ca fiind una dintre cele mai bune continuări ale seriei Hellraiser. 